# Logan (personagem de filme)
James Howlett, também conhecido como Logan e pelo alter ego Wolverine, é um personagem fictício que se originou como o principal protagonista e figura central da série de filmes X-Men da 20th Century Fox, tendo aparecido em nove filmes desde sua introdução em X-Men (2000), incluindo filmes solo e em conjunto. Ele é interpretado por Hugh Jackman e é baseado no personagem Wolverine da Marvel Comics, criado por Len Wein e John Romita Sr. Jackman mais tarde interpretou múltiplas "variantes" alternativas de Logan do multiverso em Deadpool & Wolverine (2024), produzido pela Marvel Studios e ambientado no Universo Cinematográfico Marvel (MCU), com Troye Sivan interpretando um jovem Logan em X-Men Origins: Wolverine (2009), e Henry Cavill interpretando uma variante apelidada de "Cavillrine" no filme anterior.

## Biografia fictícia

### Vida pregressa
James Howlett nasceu no norte de Alberta, Canadá, perto de Cold Lake (então parte da América do Norte Britânica ), Terra-10005 em 1832. Seus poderes mutantes são despertados quando, aos 13 anos, ele esfaqueia o jardineiro de sua família, Thomas Logan, por matar seu pai, um rico proprietário de terras. Ao descobrir que Logan era de fato seu pai biológico e ver a repulsa nos olhos de sua mãe por James tê-lo matado, ele foge. Com seu meio-irmão Victor Creed, Howlett passa o século seguinte lutando em inúmeras guerras, incluindo a Guerra Civil Americana, a Grande Guerra e a Segunda Guerra Mundial . Enquanto estava preso em um campo de prisioneiros de guerra japonês em 1945, ele salvou a vida do oficial japonês Ichirō Yashida do bombardeio de Nagasaki . Em 1962, Howlett é abordado por Charles Xavier e Erik Lehnsherr, que estão recrutando mutantes, mas Howlett simplesmente responde "Vá se ferrar".

### Linha do Tempo (original)

#### X-Men Origins: Wolverine(2009)
Durante a Guerra do Vietnã, Creed mata um oficial superior por impedi-lo de abusar sexualmente uma mulher vietnamita. Howlett defende Creed quando o vê cercado de vários soldados, os dois são sentenciados ao pelotão de fuzilamento, mas como eles não morrem, são condenados a ficarem presos em uma cela pelo resto da humanidade. Um dia, o coronel William Stryker recruta os dois para fazerem parte do Time X. Em sua primeira missão, na Nigéria, os membros da equipe conseguem capturar uma liga-metálica sagrada chamada Adamantium, Stryker manda os membros executarem todos os nigerianos que estavam presentes ali, Logan se recusa a matar aquelas pessoas e sai da equipe. Seis anos depois, vivendo isolado com Kayla Silverfox, em uma montanha no Canadá, Logan é recebido por Stryker e Creed por uma nova proposta de trabalho, ele recusa e depois de um tempo, Logan descobre que Victor havia matado Kayla. Ele então se une ao programa Arma X e tem Adamantium implantado em seu esqueleto, Stryker pretendia usar o DNA de Logan para que um soldado e ex-membro do Time X chamado Wade Wilson se tornasse ainda mais perfeito. Logan vai embora do programa depois de ouvir tudo o que Stryker pretendia fazer e vai em busca de vingança contra Stryker e Creed. Com a ajuda de Gambit, ele encontra Stryker, Creed e Wade, que havia se transformado numa arma sem consciência própria chamada "Deadpool". Logan descobre que Silverfox estava viva e que ela era uma mutante com poderes de Tato-Hipnose, e foi forçada por Creed para fingir que estava morta para Logan. Depois que Silverfox e Logan escapam, Wolverine luta contra Deadpool e leva um tiro de Stryker com uma bala de Adamantium na cabeça, perdendo a sua memória.

#### X-Men(2000),X-Men 2(2003) eX-Men: The Last Stand(2006)
Na década de 2000, Logan é um lutador amador de gaiola em Laughlin City, Alberta. Lá, Logan conhece Marie D'Ancanto, uma adolescente mutante que fugiu de casa. Eles são atacados na estrada por Victor Creed, agora conhecido como Dentes-de-Sabre e um servo de Magneto. Dois alunos de Xavier – Ciclope e Tempestade – chegue e salve-os. Logan e Vampira são levados para a Mansão X no Condado de Westchester, Nova York. Xavier diz a Logan que Magneto parece ter se interessado por ele e pede que ele fique enquanto os mutantes de Xavier, os X-Men, investigam. Vampira se matricula na escola e visita Logan enquanto ele está tendo um pesadelo. Assustado, ele a esfaqueia acidentalmente, mas ela consegue absorver sua habilidade de cura para se recuperar. Perturbada com o acontecimento, Vampira deixa a escola, e Logan a encontra em um trem e a convence a retornar. Antes que eles possam ir embora, Magneto chega, nocauteia Logan e subjuga Vampira, revelando que é Vampira quem ele quer, e não Logan. Ao saber que Magneto planeja usar uma máquina para "transformar" líderes mundiais reunidos em uma cúpula na vizinha Ilha Ellis, Logan e os outros X-Men escalam a Estátua da Liberdade, lutando e dominando a Irmandade de Mutantes, com Logan jogando Dentes de Sabre do prédio no oceano. Depois de ajudar a impedir o plano de Magneto, Logan é direcionado pelo Professor X para uma base militar abandonada perto do Lago Alkali que pode conter informações sobre seu passado, pegando a motocicleta do Ciclope.
Quatro dias depois, ao parar a caminho do Lago Alkali para reabastecer seu tanque de gasolina, Logan percebe que Dentes de Sabre o estava rastreando e o ataca, parando após perceber que ele tem etiquetas de identificação semelhantes às suas e que Dentes de Sabre não está tentando matá-lo. Oferecendo-lhe uma bebida, os dois bebem em um bar próximo, com Dentes-de-Sabre revelando que sua queda da Estátua da Liberdade restaurou algumas de suas memórias apagadas, como a de seu nome ser "Victor", de matar bebês e velhos, e de Logan. Eles são interrompidos por soldados que procuram por Victor, que reconhece Logan como "Arma X". Lutando contra os soldados, Logan e Victor ficam surpresos ao ver que eles demonstram um trabalho de equipe instintivo lado a lado, mas eles acabam sendo derrotados. Os dois acordam presos em um helicóptero e, depois de se desculparem com Logan pelo passado, lembrando-se de que eram irmãos, Victor joga Logan para fora, sacrificando-se para salvá-lo. William Stryker então liga adamantium aos ossos de Victor, o que falha como ele esperava originalmente, embora ele esteja contente com uma nova história de sucesso, Lady Letal. Ao saber da sobrevivência de Logan, Stryker espera ver "Wolverine" novamente.
Três dias depois, Logan retorna à Mansão X do Professor Charles Xavier, onde encontra Stryker, e ele e os X-Men se unem a Magneto e Mística para detê-lo. Durante um confronto com Stryker e Lady Letal, Logan recupera um pouco de sua memória, mas opta por permanecer com os X-Men apesar das objeções de Stryker, enquanto Stryker é morto quando a base de Alkali inunda após sofrer danos.
Um ano depois, Xavier envia Logan e Tempestade para investigar o desaparecimento de Scott Summers em Alkali Lake, mas eles encontram apenas pedras flutuando telecineticamente, os óculos de Summers e Jean inconsciente. Xavier explica a Logan que quando Jean se sacrificou para salvá-los, ela libertou a "Fênix", uma personalidade alternativa sombria e extremamente poderosa que Xavier havia reprimido telepaticamente. Logan fica enojado ao saber que esse paranormal está interferindo na mente de Jean. Mais tarde, ele a verifica e ela acorda de repente. Jean então começa a seduzir Logan agressivamente, mas ele percebe esse comportamento como a Fênix. Logan então descobre que ela matou Summers e não é a Jean Grey que ele conheceu. Jean, como a Fênix, mata Xavier e se junta a Magneto, que planeja fazer com que mutantes leais a ele invadam uma instalação dos Laboratórios Worthington em Alcatraz para destruir uma suposta "cura" para mutantes. Logan, Tempestade e Fera lideram os X-Men restantes na luta contra o ataque, e Logan faz Colossus jogá-lo em Magneto para distraí-lo o suficiente para que Hank McCoy injete a "cura" em Magneto e, assim, anule seus poderes. Reforços do exército chegam e atiram em Jean no momento em que Logan a acalma. A Fênix é despertada pelo ataque e desintegra as tropas, começando a destruir Alcatraz e qualquer um dentro do alcance de seus poderes. Logan percebe que só ele pode deter a Fênix devido ao seu fator de cura e esqueleto de adamantium. Quando Logan se aproxima dela, Jean momentaneamente ganha o controle e implora para que ele a salve, e a todos os outros, matando-a. Logan esfaqueia Jean fatalmente, matando a Fênix, mas lamenta sua morte.

#### The Wolverine(2013)
Anos depois, em 2011, Logan, tomado pela culpa, vive isolado no Yukon. Ele é localizado por Yukio, um mutante com a habilidade de prever a morte das pessoas, enviado por um idoso Ichirō Yashida que quer retribuir Logan por ter sido salvo durante a Segunda Guerra Mundial, mas Logan se recusa a ter seus poderes de cura transferidos para Yashida. Com Yukio ao seu lado, isso leva a uma série de eventos onde Wolverine protege a neta de Ichirō, Mariko Yashida, do filho de Ichirō, Shingen Yashida. No decorrer desses eventos, os poderes de cura de Logan são danificados, suas garras de Adamantium são cortadas e ele finalmente consegue se livrar da culpa pela morte de Jean. Após finalmente retornar aos Estados Unidos dois anos depois, Logan se vê abordado por Magneto e um Professor X ressuscitado enquanto descobre uma nova ameaça a todos os mutantes. Uma cena deletada mostra o traje amarelo que o personagem usa nas histórias em quadrinhos dentro de uma mala.

#### X-Men: Days of Future Past(2014)
Em 2023, o mundo é dominado pelos Sentinelas, que dizimaram a raça mutante e praticamente conquistaram a Terra, forçando os X-Men a buscar um novo método para combater sua ameaça. Kitty Pryde usa seus poderes de transformação para transferir a mente de Logan de volta no tempo para seu corpo de 1973 para ajudar o jovem Xavier e Lehnsherr, assim como Hank McCoy, a impedir que Mística assassine Bolivar Trask, evitando que o futuro apocalíptico ocorra. Uma vez cumprida sua missão, os eventos de 1973 em diante são alterados.

### Linha do tempo (revisada)

#### X-Men: Days of Future Past(2014)
Na linha do tempo revisada de 1973, Logan supostamente serviu como guarda-costas da Máfia, sua mente foi tomada pela consciência de seu futuro eu. Enquanto perseguia e capturava Raven em Paris, Logan viu o Major William Stryker, desencadeando flashbacks traumáticos. Logan recuperou temporariamente sua consciência, antes que seu eu futuro recuperasse o controle. Quando a linha do tempo original – Logan teve sucesso em sua missão, sua consciência deixou seu corpo. Logan acordou sendo resgatado de um afogamento por Raven, disfarçada de Stryker.

#### X-Men: Apocalypse(2016)
Na década de 1980, Logan acaba sendo capturado por Stryker, recebe um esqueleto de adamantium e é submetido a um condicionamento mental brutal, deixando-o mais selvagem do que humano. Quando alguns dos X-Men são capturados pelos homens de Stryker em 1983, Jean, Scott e Noturno se infiltram na base de Stryker e encontram uma gaiola. Jean sente a mente humana dentro dele e o liberta para que ele possa ajudar. Depois que ele destrói as forças de Stryker,  os três mutantes o encontram e Jean restaura telepaticamente algumas das memórias humanas de Logan antes que ele fuja por uma pequena saída lateral para a neve.  

#### Dias atuais e um futuro alterado
Semelhante ao seu eu original na linha do tempo, Logan era um lutador amador antes de se juntar aos X-Men. Em 2004, os mutantes começaram a parar de nascer completamente. Junto com a infertilidade mutante, Logan se juntou aos X-Men. Ele e os X-Men viveram várias aventuras juntos, incluindo uma envolvendo uma luta na Estátua da Liberdade .
Nos anos seguintes, foram produzidas histórias em quadrinhos sobre Logan e as aventuras dos X-Men.
Em 2023, a consciência de Logan da linha do tempo original desperta em seu corpo, mas sem nenhuma lembrança dessa linha do tempo. Ele está feliz em ver Jean e Scott vivos, pois eles nunca morreram. Nos 40 anos anteriores, Logan se juntou aos X-Men, tornando-se professor de história na Escola Xavier para Jovens Superdotados.

#### Logan(2017) eDeadpool & Wolverine(2024)
Alguns anos depois, o fator de cura de Logan está se deteriorando (mais tarde foi revelado que ele foi comprometido por um vírus antimutante geneticamente modificado, que afeta todos os mutantes do mundo), fazendo com que ele finalmente envelheça além do seu auge e sofra de envenenamento terminal por adamantium. Em 2028, Xavier desenvolve Alzheimer e inadvertidamente mata centenas de pessoas, incluindo todos os X-Men e mais de 600 mutantes, em um ataque psíquico induzido por convulsão no Condado de Westchester, deixando Logan entre os únicos sobreviventes. Mutantes são caçados em massa por humanos, e Logan e Xavier são considerados fugitivos internacionais. Logan pede ajuda a Caliban para cuidar de Xavier. Ele e Caliban levam Xavier para um lugar no México perto da fronteira com os EUA, cuidando dele durante o ano seguinte enquanto tentam arrecadar dinheiro para comprar um iate Sunseeker para os dois viverem em paz.
Em 2029, Logan passa os dias trabalhando como motorista usando seu nome de nascimento e vendendo medicamentos prescritos na fronteira entre os Estados Unidos e o México . Ele e Caliban vivem em uma fundição abandonada do outro lado da fronteira com o México e cuidam do senil Xavier. Ele é encarregado pela ex-enfermeira da Transigen, Gabriela Lopez, de escoltar Laura, de 11 anos, até um lugar na Dakota do Norte chamado "Éden". Logan, Charles e Laura escapam dos caçadores da Transigen, liderados por Donald Pierce, filho de William Stryker, e descobrem que Laura é filha de Logan, criada a partir do DNA dele e que herdou suas garras ósseas e fator de cura. Depois que os três aceitam abrigo da família Munson que ajudaram na estrada, Xavier é morto por um clone selvagem do Wolverine chamado "X-24". Logan e Laura escapam e enterram o corpo de Xavier perto de um lago.
Eventualmente, Logan e Laura chegam no Éden, descobrindo uma pequena casa feita pelas crianças mutantes. Dois dias depois, os caçadores da Transigen encontram Logan e uma batalha entre Logan e X-24 começa. No final, X-24 empala Logan contra uma árvore, o matando, mas as outras crianças jogam um caminhão em cima de X-24, matando ele também.
Mais tarde, é revelado que Logan era o "ser âncora" da Terra-10005, uma entidade de extrema importância para a linha do tempo, que começa a se desestabilizar após sua morte. Isso chama a atenção de Paradox, um agente desonesto da Autoridade de Variância Temporal (TVA), que decide usar o "Estripador do Tempo", uma máquina que destrói linhas do tempo por misericórdia, na Terra-10005. Em uma tentativa de salvar sua realidade, Wade Wilson da linha do tempo revisada viaja no tempo para vasculhar o túmulo de Logan em busca de sinais de sobrevivência, apenas para encontrar seus restos de esqueleto de Adamantium, que ele usa para lutar contra as forças da TVA.

## Versões alternativas
Várias variantes de Logan aparecem em Deadpool & Wolverine (2024), principalmente retratadas por Jackman.

#### Antes deDeadpool & Wolverine
Esta versão de Logan provavelmente teve uma história de origem semelhante. Em algum momento de seu passado, este Logan recebeu a chance de se juntar aos X-Men. Inicialmente ele recusou, mas acabou aceitando a oferta. Enquanto estava na equipe, ele recebeu um uniforme amarelo e azul semelhante ao das histórias em quadrinhos, mas se recusou a usá-lo porque não queria que os X-Men pensassem que ele queria fazer parte da equipe.
Em Deadpool & Wolverine, ele dá várias pistas de como foi sua origem, os Mutantes de seu universo foram praticamente extintos pelos humanos, e todos os X-Men morreram enquanto ele estava bebendo em um bar. Após isso, Logan começou a matar pessoas.
Suas ações profanaram o legado dos X-Men e o levaram a ser considerado o pior Wolverine do multiverso pela Autoridade de Variância Temporal (TVA). Ele sente muita falta de seus companheiros de equipe e escolhe homenageá-los vestindo o uniforme o tempo todo por baixo de suas roupas normais, passando os dias deprimido e bebendo.

#### Deadpool & Wolverine(2024)
Wade Wilson / Deadpool da Terra-10005 estava procurando uma variante do Wolverine para substituir a versão original de sua linha do tempo, na esperança de impedir seu colapso. Ele entra na realidade de Logan e pede que ele volte para a sede da TVA com ele. Logan se recusa, levando Wade a levá-lo à força. Quando eles chegam, o Agente Paradoxo explica que encontrar um novo Logan não impedirá a deterioração da Terra-10005, ao mesmo tempo em que revela o status deste Logan em seu universo. Paradoxo então poda Wade e Logan, enviando-os para o Vazio. Wade provoca Logan em uma briga ao lembrá-lo do que ele fez, e a briga termina quando Wade promete que a TVA poderia consertar a linha do tempo de Logan. Eventualmente, eles, junto com Johnny Storm / Tocha Humana do filme Quarteto Fantástico (2005), são capturados pelas forças de Cassandra Nova, que se revela ser a irmã gêmea de Charles Xavier.
Depois que Nova demonstra sua habilidade de manipular a mente das pessoas e engana Wade, fazendo-o pensar que ele não importa, Logan e Wade escapam de seu covil e entram em contato com "Nicepool", uma variante de Wade. Nicepool lhes dá um carro para viajar até as terras fronteiriças e encontrar uma pequena resistência que luta contra as forças de Nova. No caminho, Wade acidentalmente admite que não tem certeza se a TVA pode realmente consertar a linha do tempo de Logan. Acusando Wade de mentir para ele mais cedo, Logan fica furioso e o insulta, atacando-o verbalmente, fazendo com que eles briguem no carro até desmaiarem. Eles são então levados para as terras da fronteira por Laura / X-23, a filha de sua contraparte da Terra-10005.
Logan acorda na base da resistência e começa a saquear o estoque de álcool. Quando Wade acorda, eles encontram a resistência: Elektra Natchios, Eric Brooks / Blade, Remy LeBeau / Gambit e Laura. Wade os convence a ajudá-lo a lutar contra Nova e escapar do Vazio, mas Logan se recusa a cooperar. No entanto, ele acaba cedendo após uma conversa com Laura sobre sua incapacidade de salvar os X-Men em seu universo. Logan e Wade, junto com a resistência, confrontam Nova e suas forças. Nova incapacita mentalmente Logan, descobrindo sobre seu passado, mas acaba tendo seus poderes bloqueados por Wade, que usa o capacete do Juggernaut . Logan convence Wade a remover o capacete, e Nova permite que Logan e Wade escapem do Vazio por meio de um anel de estilingue que ela adquiriu de uma variante do Doutor Estranho e abre um portal de volta para a Terra-10005.
Ao chegarem, Logan e Wade descobrem que o dispositivo "Estripador do Tempo" está quase pronto, e Paradoxo está se preparando para usá-lo na linha do tempo de Wade sem a permissão de seu superior, Hunter B-15. Nova descobre isso e chega para usar o Estripador do Tempo para destruir todas as linhas do tempo. Ela envia o Deadpool Corps, um exército de variantes de Deadpool, para desacelerar Wade e Logan. Logan, agora vestindo o capuz de seu traje, ajuda Wade a lutar contra o Corpo, sem sucesso. O Corpo recua quando o amigo de Wade, Peter Wisdom, chega para ajudar. Paradoxo diz a Logan e Wade que para deter Nova, é possível interromper o fluxo de poder do Estripador do Tempo, mas isso custará suas vidas. Usando seus corpos como condutores, ambos unem as mãos e destroem o Estripador do Tempo, matando Nova no processo. Como eles fizeram isso juntos, eles conseguiram sobreviver à explosão.
Quando Paradoxo é preso, B-15 diz a Logan que ele pode permanecer na Terra-10005, mas é questionado se seu passado pode ser mudado. B-15 explica que seu passado é o que o tornou o herói necessário para salvar o multiverso, e que não há necessidade de mudá-lo. Wade leva ele e Laura para conhecer seus amigos, onde ele encoraja Wade a se reconciliar com sua ex-namorada, Vanessa Carlysle.

### Outras versões
- Uma variante jogadora de Logan, que usa um tapa-olho e um smoking branco, apelidado de Patch.[7]
- Uma variante de Logan que foi crucificado em um X gigante no topo de uma montanha de crânios, que lembra a capa de The Uncanny X-Men #251 (início de novembro de 1989).[7]
- Uma variante de Logan lutando contra o Hulk, que está vestindo o traje original marrom e bege desenhado por John Byrne.[7]
- Uma variante de Logan interpretada por Henry Cavill apelidada de Cavillrine, referindo-se a um popular fancast na Internet sobre qual ator poderia suceder Jackman.[8]
- Uma variante de Logan, cuja altura é mais próxima da altura cômica precisa do personagem, de 5 feet 3 inches (160 cm).[7]
- Uma variante de Logan da Era do Apocalipse com cabelo "glam rock", uma mão e um traje preto e vermelho,[7] chamado de Arma X nos quadrinhos.
- Uma variante idosa de Logan, baseada no Velho Logan.[7]

## Poderes e Habilidades
Logan é um mutante que nasceu inicialmente com garras feitas de ossos em seus punhos, além do fator de cura regenerativo. Logan também possui um olfato e uma audição muito mais agudos do que um humano normal, em X-Men (2000), por exemplo, ele sente o cheiro de Raven Darkhölme / Mística mesmo transformada em Orora Munroe / Tempestade.
Depois do projeto Arma X, Logan teve uma liga metálica chamada Adamantium, um metal que no universo da franquia X-Men, é um material praticamente inquebrável, implantada em sua estrutura óssea, transformando ele praticamente em um super soldado.

### Jogos eletrônicos
Os videogames X2: Wolverine's Revenge (2003), X-Men: The Official Game (2006) e X-Men Origins: Wolverine (2009) são baseados na série de filmes X-Men que dá nome a eles, os dois últimos incluindo a dublagem de Hugh Jackman como Logan, com o primeiro meramente apresentando a semelhança de Jackman com Mark Hamill dublando o personagem. O primeiro jogo, X2: Wolverine's Revenge (2003) não se passa na continuidade da série de filmes, tendo uma semelhança maior com o Universo Marvel, enquanto o segundo jogo faz a ponte entre os eventos de X-Men 2 e X-Men: O Confronto Final, enquanto Logan lamenta Jean Grey e enfrenta o retorno de Jason Stryker e Lady Letal, que, trabalhando com a HYDRA, assumem o controle do Sentinela de seu falecido pai para erradicar os mutantes; Logan também enfrenta seu irmão Victor, que havia sido ligado ao adamantium e teve sua mente apagada por Stryker. O segundo jogo, X-Men: The Official Game (2006), se passa na cronologia da série de filmes, ele se passa entre X-Men 2 (2003) e X-Men: The Last Stand (2006). A história do terceiro jogo, X-Men Origins: Wolverine (2009) é uma combinação da história de fundo explorada no filme X-Men Origins: Wolverine e um enredo original criado pela Raven Software usando Unreal Engine 3, que foi influenciado por eventos importantes na série de quadrinhos X-Men, expandindo os eventos do filme enquanto Logan relembra os eventos de X-Men Origins: Wolverine com mais precisão durante o futuro pós-apocalíptico posteriormente retratado em X-Men: Dias de um Futuro Esquecido.